# رامون رودریگز
رامون رودریگز (به انگلیسی: Ramón Rodríguez) (زاده ۲۰ دسامبر ۱۹۷۹) بازیگر آمریکایی-پورتوریکویی است.
از فیلم‌های معروف او می‌توان به بازی در فیلم تبدیل‌شوندگان: انتقام شکست‌خوردگان اشاره کرد.

## فیلم‌شناسی
فهرست برخی از فیلم‌هایی که رامون رودریگز در آنها به ایفای نقش پرداخته‌است:
- تبدیل‌شوندگان: انتقام شکست‌خوردگان
- نبرد در لس‌آنجلس
- جنون سرعت
- غرور و افتخار
- مگان لیوی